# Viola calchaquiensis
Viola calchaquiensis är en violväxtart som beskrevs av Wilhelm Becker. Viola calchaquiensis ingår i släktet violer, och familjen violväxter. Inga underarter finns listade i Catalogue of Life.